# Иван Конев
Ива̀н Степа̀нович Ко̀нев (1897 – 1973) е висш съветски офицер, командир на части от Червената армия на Източния фронт по време на Втората световна война, участвал в превземането на голяма част от Източна Европа, както и на столицата на Нацистка Германия, Берлин. През 1956 г., като главнокомандващ силите на Варшавския договор, Конев командва потушаването на Унгарската контрареволюция от съветските войски.

## Ранна кариера
Конев е роден в семейство на селяни в Подосиновския район на централна Русия (сега в Кировска област). Той получава частично образование и работи като дървосекач, преди да бъде мобилизиран за служба в Руската армия през 1916 г.
След избухването на Октомврийската революция през 1917 г., той е демобилизиран и се завръща в дома си, но през 1919 г. се присъединява към Болшевишката партия и Червената армия като артилерист. По време на Гражданската война в Русия, служи в Червената армия в Руската Далекоизточна република. Негов командир по това време е Климент Ворошилов, който по-късно е близък сътрудник на Йосиф Сталин и Комисар на Отбраната. Тази връзка помага на последвалата кариера на Конев.
През 1926 г. Конев завършва обучението за висши офицери във Военна Академия М. В. Фрунзе, и между 1926 и 1931 г. заема последователно все по-висши постове, в т. ч. главнокомандващ първо на Трансбайкалския, а след това на Северокавказкия военен окръг. През юли 1938 г. той е назначен за командир на корпус. Издигането по това време е бързо за офицерите, преживели Голямата чистка на Сталин в периода 1937-38 г. Предполага се, че Конев дължи оцеляването и напредъка си на покровителството на Ворошилов. През 1937 г. става представител на Върховния съвет на СССР, а през 1939 г. кандидат-член на Централния комитет на Партията.

## Втора световна война
Когато Нацистка Германия напада Съветския съюз през юни 1941 г., Конев поема командването на 19-а Армия във Витебския регион и провежда серия от отбранителни битки по време на отстъплението на Червената армия, първо до Смоленск, а след това до подстъпите на Москва. Командва Калининския фронт от октомври 1941 г. до август 1942 г., като играе ключова роля в боевете край Москва и съветската контраофанзива през зимата на 1941 – 42 г. За участието си в успешната защита на съветската столица Конев е повишен в звание „генерал-полковник.
Големият провал за Конев е в битката за Ржевск (8 януари 1942 – 31 март 1943). От август 1942 г. Конев командва Западния фронт, където претърпява неуспехи. Там съвместно с Георгий К. Жуков провеждат 4 стратегически настъпателни операции срещу немските войски, командвани от фелдмаршалите Гюнтер фон Клуге и Валтер Модел: Ржевско-Вяземската операция (8 януари – 20 април 1942 г.), Първата Ржевско-Съйчьовска операция (30 юли – 1 октомври), Втората Ржевско-Съйчьовска операция (операция „Марс“) (25 ноември – 20 декември 1942 г.) и Ржевско-Вяземската операция (2 март − 31 март 1943 година). Фронтовата линия Ржев-Съйчьовск в Смоленска област е само на около 200 км от Москва и овладяването ѝ осигурява защита на подстъпите към съветската столица от запад по Волоколамското шосе. Провалът за Конев в тези операции е в това, че войските на неговия фронт при огромни загуби успяват да се придвижат напред само с няколко десетки километри. През февруари 1943 година също така неуспешно е проведена Жиздринската операция. Според различни източници в Ржевската битка през 1942 – 1943 г. загубите на войските, командвани от Жуков и Конев са между 1 и 2 милиона убити и ранени. Войските под командването на Конев са бити от немската 9-а армия, командвана от фелдмаршал Валтер Модел. Затова със заповед на ВГК № 0045 от 27 февруари 1943 г. генерал-полковник Конев е освободен като командващ войските на Западния фронт и сдава длъжността на началника на щаба на фронта генерал-полковник В. Д. Соколовски.
Конев не обича да говори за този свой провал, като в спомените му, публикувани през 1972 г., няма нито един ред за Ржевската катастрофа.
Конев получава редица важни назначения през остатъка от войната. Командва съветския Северозападен фронт в периода февруари-юли 1943 г., и Първи украински фронт от юли 1943 до май 1945 г. При последното от изброените назначения той участва в Битката при Курск, командвайки южната част на съветската контраофанзива, която успешно възпира армията на Ерих фон Манщайн.
След победата при Курск, командваните от Конев части освобождават Белгород, Одеса, Харков и Киев от германците и настъпват по посока румънската граница. През февруари 1944 г. за постиженията си на Украинския фронт Конев е повишен в звание Маршал на Съветския съюз.
През 1944 г. командваната от Конев армия настъпва от Украйна и Беларус към Полша, а по-късно и Чехословакия. До юли същата година, ръководейки Лвовско-Сандомежката операция, той достига река Висла в Централна Полша и е награден със званието Герой на Съветския съюз. През септември 1944 г. командваните от него части, вече преименувани в 4-ти Украински фронт, напредват през Словакия и помагат на словашките партизани и тяхното въстание срещу германската окупация.
През януари 1945 г., заедно с маршал Георгий Жуков, командват съветските части, които осъществяват масивна зимна офанзива в западна Полша, отблъсквайки германците от река Вистула до река Одер. В Южна Полша части под негово командване овладяват Краков. През април заедно с Първи Беларуски фронт, намиращ се под командването на неговия съперник Жуков, преминават река Одер и напредват по посока Берлин. Войските под командването на Конев навлизат в града, но Сталин дава на Жуков честта да превземе Райхстага и да развее съветския флаг над Берлин. Конев получава заповед да се предвижи на югозапад, където неговите войски се срещат с елементи на американската армия при Торгау, а също така освобождават Прага скоро след официалната капитулация на германските войски.

## Следвоенна кариера
След войната Конев е назначен за главнокомандващ на съветските окупационни войски в Източна Германия и представител с висок ранг на съюзниците в Австрия. През 1946 г. той става командващ на съветските наземни войски и замества Жуков на поста първи заместник-министър на отбраната на Съветския съюз. Той заема тези постове до 1950 г., когато е назначен за командир на Карпатския военен окръг.
След смъртта на Сталин, Конев се превръща в ключов съюзник на новия лидер на партията Никита Хрушчов, като на него се поверява делото срещу ръководителя на полицията на Сталин Лаврентий Берия през 1953 г. Отново е назначен за първи заместник на министъра на отбраната и командващ на съветските Сухопътни войски – пост, който заема до 1956 г. През 1955 г. е назначен за главнокомандващ военните части на Варшавския договор. Скоро след като заема поста, той ръководи потушаването на антикомунистическото Унгарско въстание. През октомври 1957 година по време на изключването на маршал Жуков от състава на ЦК на партията застава на страната на неговите противници .
Конев заема този пост до 1960 г., когато се пенсионира от военна служба. През 1961 г. по време на Берлинската криза той е повикан обратно и отново е командващ на съветските войски в Източна Германия. След това е назначен на основно церемониалния пост генерален инспектор към министерството на отбраната.
Той се жени два пъти. От първата си жена – Анна Волошина, има две деца: дъщеря Мая и син Хелий. Втората му жена е санитарката Антонина Василевна. От нея има дъщеря Наталия, която става декан на факултета по лингвистика и литература към Руския военен университет .
През 1969 г., министерството на отбраната на СССР публикува военните мемоари на Конев под името „45“. По-късно същата година те са преведени на английски и публикувани от издателство „Прогрес“, Москва под заглавието „I. Konev – YEAR OF VICTORY“. Книгата разглежда превземането на Берлин, Прага, работата с маршал Жуков, Сталин, срещата с генерал Омар Брадли и Яша Хейфиц. Публикувана е и на испански със заглавие „El Ano 45“.
Конев остава една от най-почитаните военни фигури на Съветския съюз до смъртта си през 1973 г. Маршал на Съветския съюз, двукратен Герой на Съветския съюз, Иван Степанович Конев е погребан в стените на Кремъл заедно с най-великите герои на СССР.
През 1992 г. неговата мемориална скулптура в Краков е демонтирана.